# Chelsey Heijnen
Chelsey Laurentia Maria Heijnen (* 2. Mai 1999 in Roosendaal) ist eine niederländische Boxerin im Leichtgewicht.

## Karriere
Ihr größter Erfolg im Nachwuchs war der Gewinn der Jugend-Europameisterschaft 2017 in Sofia. Bei der Europameisterschaft 2019 in Alcobendas schied sie im Achtelfinale und bei der Europameisterschaft 2022 in Budva im Viertelfinale aus.
Bei der Weltmeisterschaft 2022 in Istanbul gewann sie nach einer Niederlage im Halbfinale gegen Imane Khelif aus Algerien eine Bronzemedaille im Halbweltergewicht. Anschließend boxte sie im Leichtgewicht und startete bei den Europaspielen 2023 in Krakau, wo sie im Achtelfinale gegen die Französin Estelle Mossely ausschied. Beim 1. Olympiaqualifikationsturnier in Busto Arsizio erkämpfte sie mit Siegen gegen Troy Garton aus Neuseeland, Aslahan Mechmedowa aus Bulgarien, Oh Yeon-ji aus Südkorea und Miroslava Jedináková aus der Slowakei einen Startplatz bei den Olympischen Spielen 2024 in Paris. Dort bezwang sie im ersten Kampf die Nordkoreanerin Won Un-gyong, ehe sie im Viertelfinale gegen die Brasilianerin Beatriz Ferreira unterlag und den 5. Platz erreichte.